# Mercado Victoria
El Mercado Victoria es el primer mercado gastronómico abierto en Andalucía, España. Situado en los Jardines de la Victoria de Córdoba, en pleno centro de la ciudad, el Mercado Victoria ocupa la antigua caseta del Círculo de la Amistad en la Feria de Nuestra Señora de la Salud, un edificio histórico de hierro forjado que data de finales del siglo XIX.

## Historia del edificio

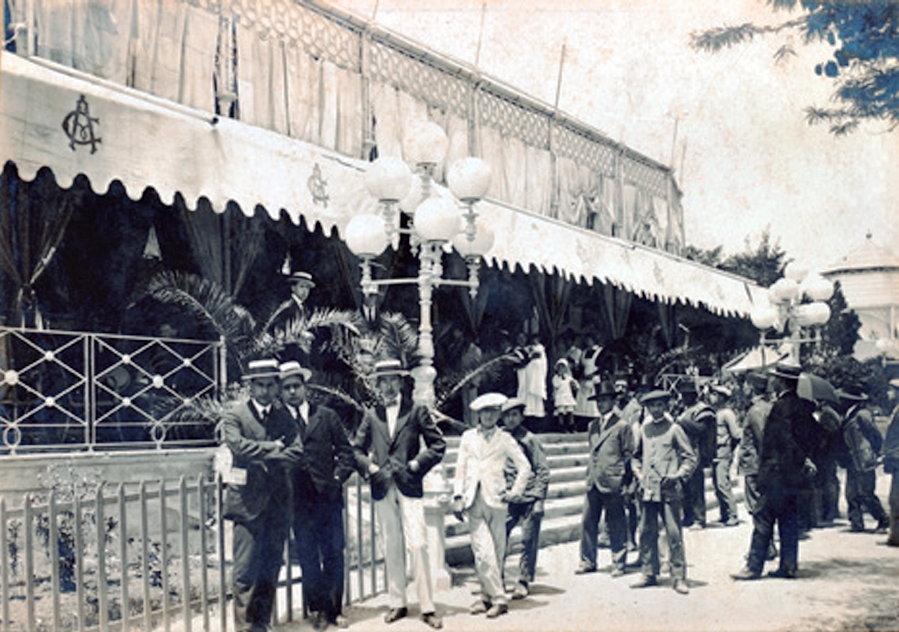
Foto cedida por el Real Círculo de la Amistad

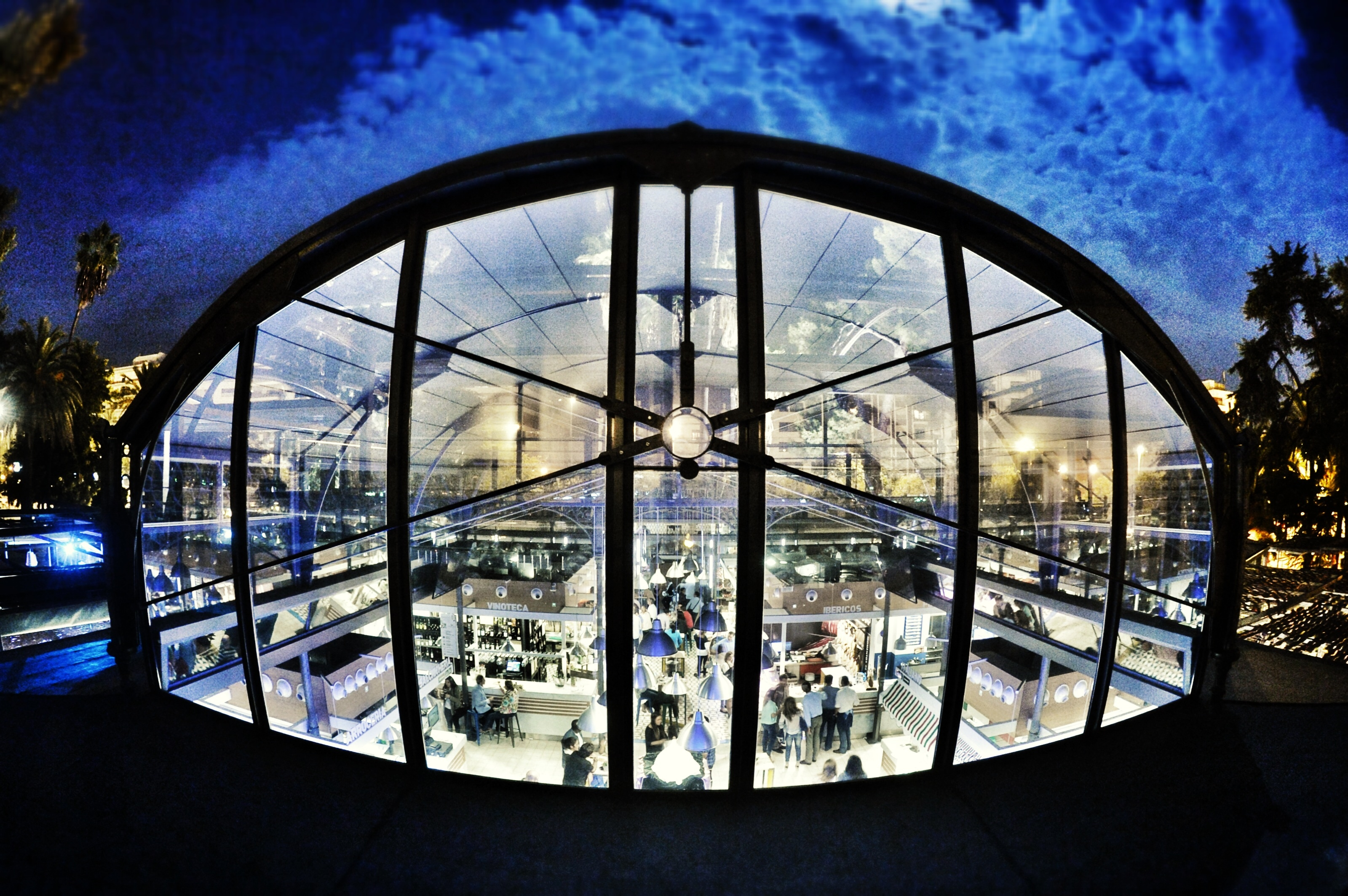
Cúpula del Mercado Victoria

El edificio data de 1877 y fue la caseta de los socios del Círculo de la Amistad y la más antigua de la Feria de Córdoba, que se celebró en los Jardines de la Victoria hasta 1994 para después mudarse a su emplazamiento actual, El Arenal.
El forjado fue realizado por la fundición sevillana La Catalana. Carece de paredes, que se recreaban mediante lonas, como suele ocurrir en este tipo de equipamientos.
En 1918 se añadió un cuerpo de obra de fábrica de una planta diseñado por el arquitecto Adolfo Castiñeyra, de estilo pseudomudéjar.
En 2004 el Ayuntamiento de Córdoba comenzó la rehabilitación del edificio como Sala Victoria, acogiendo eventos y actividades culturales.
Tras varios años de uso indefinido e intermitente como Sala Victoria, comenzó la adecuación del edificio para albergar el Mercado Victoria, protegido con el máximo grado de protección urbanística por el Ayuntamiento de Córdoba.
Este nivel de protección se aplica a edificios que, sin tener el valor simbólico de la monumentalidad históricamente reconocida, presentan cierta singularidad, bien tipológica, constructiva o funcional, bien de lenguaje o estilo, en virtud de los cuales deben ser objeto de protección. Por tanto, la intervención en el edificio, se ha concebido como una actuación lo más liviana y con el menor grado intervencionista posible, teniendo en consideración su nivel de protección, así como al valor sentimental que el edificio tiene para la ciudad. Su concepto de diseño es moderno y a su vez se encuentra integrado en la historia de la arquitectura cordobesa.
La obra se ha centrado en tres aspectos: el cerramiento exterior de la estructura de fundición para la ubicación del mercado, la intervención en el módulo posterior destinado a restauración y servicios comunes y, por último, la creación de terrazas exteriores mediante la elevación de los fosos actuales.
Además de las terrazas exteriores, se ha acondicionado la cubierta del edificio para su uso como terraza-mirador.

## Actualidad

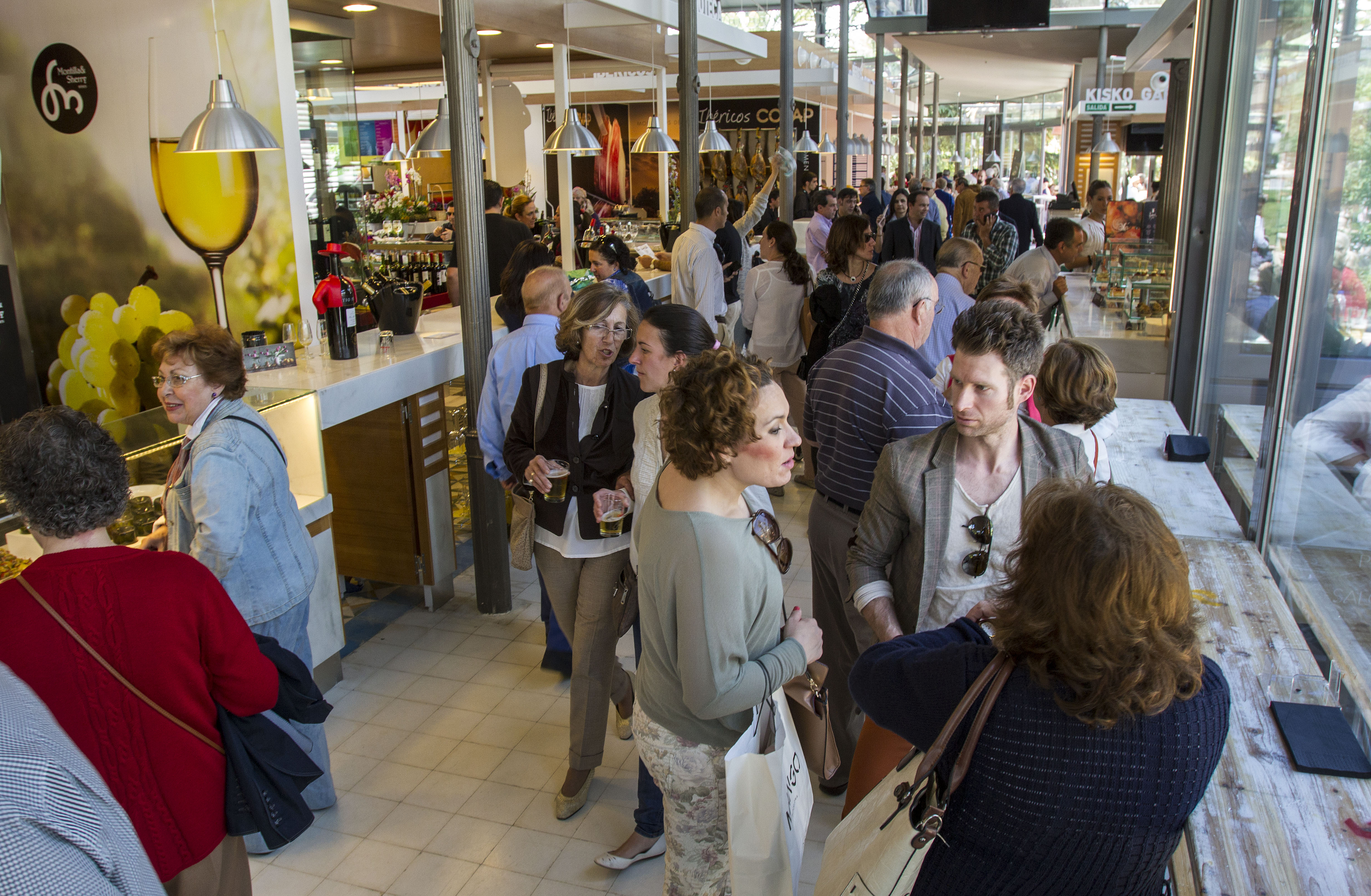
Interior del Mercado Victoria

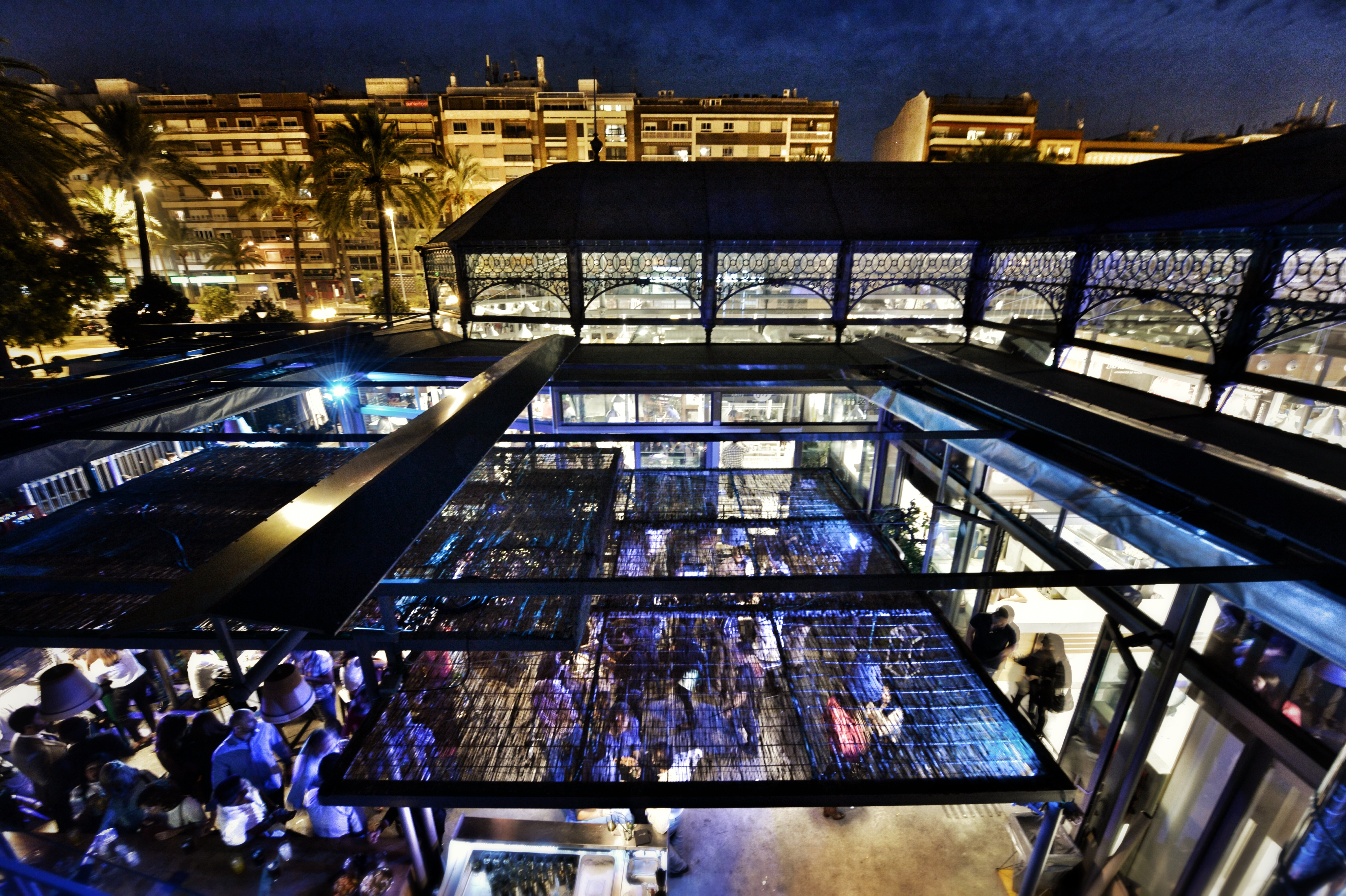
Terraza de Mercado Victoria

El 30 de abril de 2013 se inauguraron las nuevas instalaciones, ahora ya para su uso permanente, como Mercado Victoria, el primer mercado gastronómico fijo de Andalucía.
Este nuevo centro gastronómico y de ocio ofrece en sus más de 20 puestos una mezcla de productos frescos y productos preparados.
La oferta gastronómica del Mercado Victoria acoge cocina cordobesa, española e internacional, con recetas tradicional e innovadoras,  además de ibéricos, salazones, quesos, mariscos y vinos.
Cuenta con una superficie aproximada de 2.000 m², entre el espacio cubierto, las terrazas descubiertas, el edificio anexo y el resto de espacio libre cerrado perimetralmente.
El Mercado Victoria, dada su ubicación ha permitido recuperar como espacio de ocio y disfrute para la ciudad una zona que en los años anteriores se había convertido en lugar de paso.
Además, gracias a su oferta continua de actividades de ocio y cultura, el Mercado Victoria ha entrado a formar parte de la agenda cultural cordobesa.

## Puestos del mercado

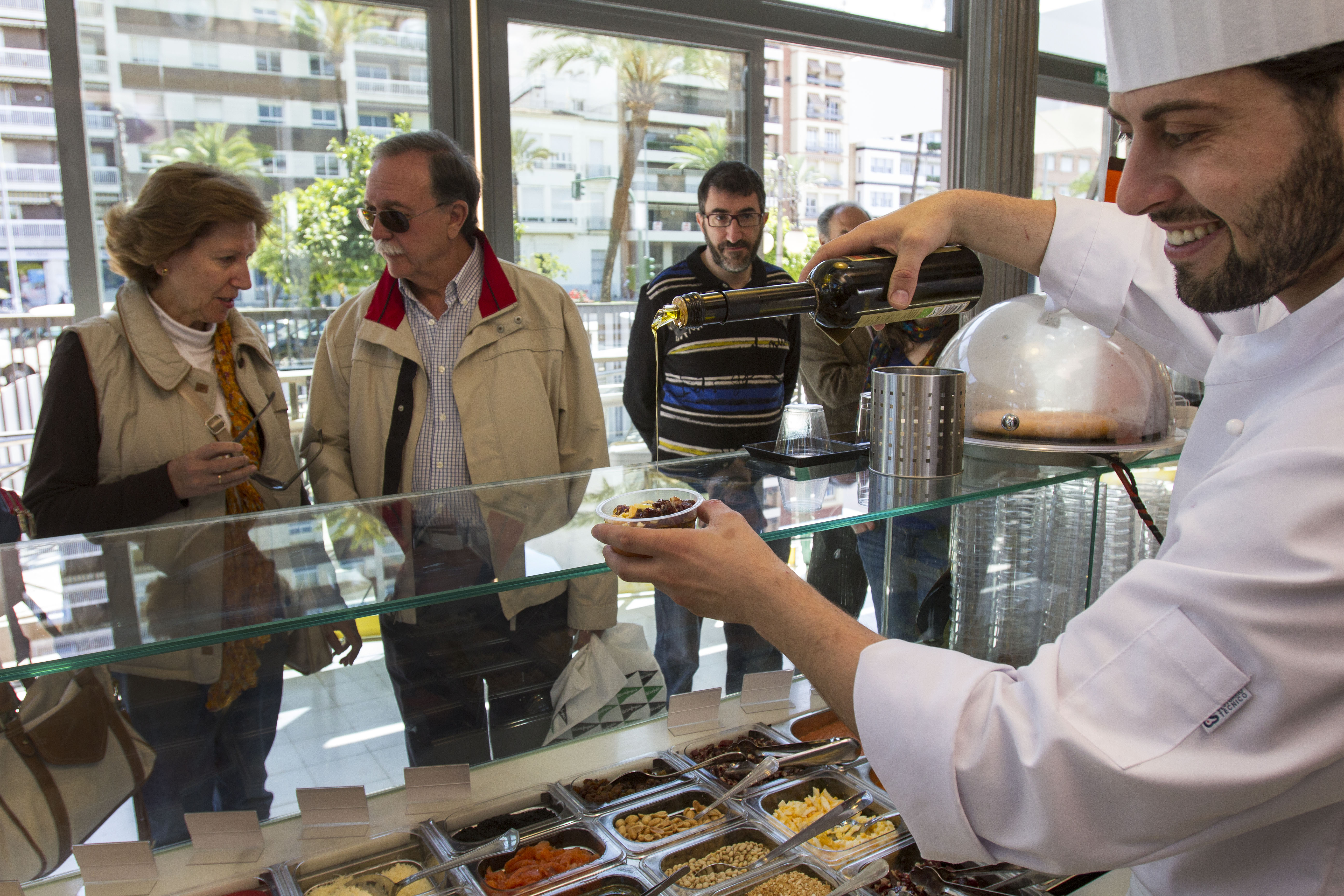
Uno de los puestos del Mercado Victoria

En el mercado podemos encontrar los siguientes puestos:
- Aku Japanese Food. Cocina japonesa.
- Asador de Oro. Carnes frescas, asadas, a la brasa y a la plancha.
- Assilah. Cocina marroquí.
- Barbancho Gourmet. Pintxos vascos, arroces variados y salchichas.
- Bobum. Yogur helado.
- Covap. Ibéricos.
- Crazy Potato. Patatas asadas.
- Daniel Sorlut. Ostras.
- Desde México. Cocina mexicana y texmex.
- Flamenking. Flamenquines y croquetas.
- Hamburguesa Nostra. Hamburguesas de autor.
- La Cervecería del Mercado.
- La Gamba de Oro. Mariscos.
- La Medina. Pinchos morunos y empanadas.
- La Pulpería. Pulpos y pescados.
- La Quesería. Quesos nacionales.
- La Salmoreteca. Salmorejos.
- La Tranquera. Cocina argentina.
- Mil Sabores. Verdulería y frutería.
- Molletería de La Victoria. Molletes.
- Panea. Panadería, pastelería, cafetería.
- Raza Nostra. Carnicería.
- Sherry & Wines. Encurtidos y vinos.
- Sojo Mercado. Premium bar.
- Spikysnacks. Frutos secos.
- Viandas de Castilla y León. Alimentación Tradicional Castellana.